# Meridian (vasúttársaság)
A Meridian egy németországi vasúttársaság mely regionális vonatokat üzemeltet Bajorországban. 2013. december 15-én kezdte meg menetrend szerinti működését, kezdetben még vegyesen a DB Regiótól bérelt DB 111 sorozatú mozdonyokkal és hozzá tartozó személykocsikkal és Stadler FLIRT 3 ET 325 motorvonatokkal. Ahogy egyre több modern motorvonat szolgálatba állt, úgy tűntek el a hagyományos ingavonatok. A társaság jelenleg 35 FLIRT 3 sorozatú motorvonatot üzemeltet.

## Útvonal
- München – Rosenheim – Salzburg
- München – Rosenheim – Kufstein
- München – Holzkirchen – Rosenheim

## Állomások
Ez a lista a Meridian által kiszolgált fontosabb vasútállomásokat és vasútvonalakat sorolja fel.

| Név                          | Ország      | Közigazgatási egység         | Vasútvonal | Szolgáltatások | Kép |
| ---------------------------- | ----------- | ---------------------------- | --- | --- | --- |
| Bahnhof Bad Endorf (Oberbay) | Németország | Bad Endorf                   | Rosenheim–Salzburg-vasútvonal Bad Endorf–Obing-vasútvonal | Meridian Intercity EuroCity |     |
| Bahnhof Freilassing          | Németország | Freilassing                  | Rosenheim–Salzburg-vasútvonal Freilassing–Berchtesgaden-vasútvonal Mühldorf–Freilassing-vasútvonal | Meridian WESTbahn GmbH EuroCity Intercity S-Bahn                                                                                                 |     |
| Bahnhof Grafing              | Németország | Grafing bei München          | München–Rosenheim-vasútvonal Grafing–Wasserburg-vasútvonal Grafing–Glonn-vasútvonal | Meridian S4 S6 |     |
| Bahnhof Kufstein             | Ausztria    | Kufstein                     | Rosenheim–Kufstein-vasútvonal Alsó-Inn-völgyi vasútvonal | Intercity-Express Meridian Railjet S-Bahn Nightjet                                                                                               |     |
| Bahnhof Prien a Chiemsee     | Németország | Prien am Chiemsee            | Rosenheim–Salzburg-vasútvonal Prien–Aschau-vasútvonal Chiemsee-Bahn | Meridian Intercity EuroCity |     |
| München Hauptbahnhof         | Németország | Ludwigsvorstadt-Isarvorstadt | München–Regensburg-vasútvonal Nürnberg–München nagysebességű vasútvonal München–Rosenheim-vasútvonal München–Holzkirchen-vasútvonal München–Garmisch-Partenkirchen-vasútvonal München–Augsburg nagysebességű vasútvonal | TGV Intercity-Express Railjet Arriva-Länderbahn-Express Regional-Express Bayerische Oberlandbahn Meridian ICE Sprinter Nightjet ECE 88 FlixTrain |     |
| München Ost                  | Németország | München                      | München–Simbach-vasútvonal München–Rosenheim-vasútvonal München Ost–Deisenhofen-vasútvonal München Ost–Müncheni repülőtér-vasútvonal Stammstrecke                                                                       | Railjet EuroCity Intercity Meridian S1 S2 S3 S4 S6 S7 S8                                                                                         |     |
| Rosenheim vasútállomás       | Németország | Rosenheim                    | Rosenheim–Salzburg-vasútvonal Rosenheim–Kufstein-vasútvonal Rosenheim–Mühldorf-vasútvonal München–Rosenheim-vasútvonal Holzkirchen–Rosenheim-vasútvonal                                                                 | Intercity-Express Railjet Meridian EuroCity Intercity Nightjet                                                                                   |     |
| Salzburg Hauptbahnhof        | Ausztria    | Salzburg                     | Westbahn Rosenheim–Salzburg-vasútvonal Salzburg–Tirol-vasútvonal Salzburg–Lamprechtshausen-vasútvonal Salzkammergut-Lokalbahn                                                                                           | Intercity-Express Railjet WESTbahn GmbH Salzburgi S-Bahn Meridian Nightjet                                                                       |     |

## Balesetek
A Bad Aibling-i vonatbaleset (németül: Eisenbahnunfall von Bad Aibling) a bajorországi Bad Aibling település közelében történt 2016. február 9-én 6 óra 48 perckor. A Holzkirchen–Rosenheim-vasútvonalon két Stadler FLIRT ET 325 vonat ütközött frontálisan. A baleset következtében 11 ember elhunyt. A balesetet emberi mulasztás okozta.

## Képgaléria

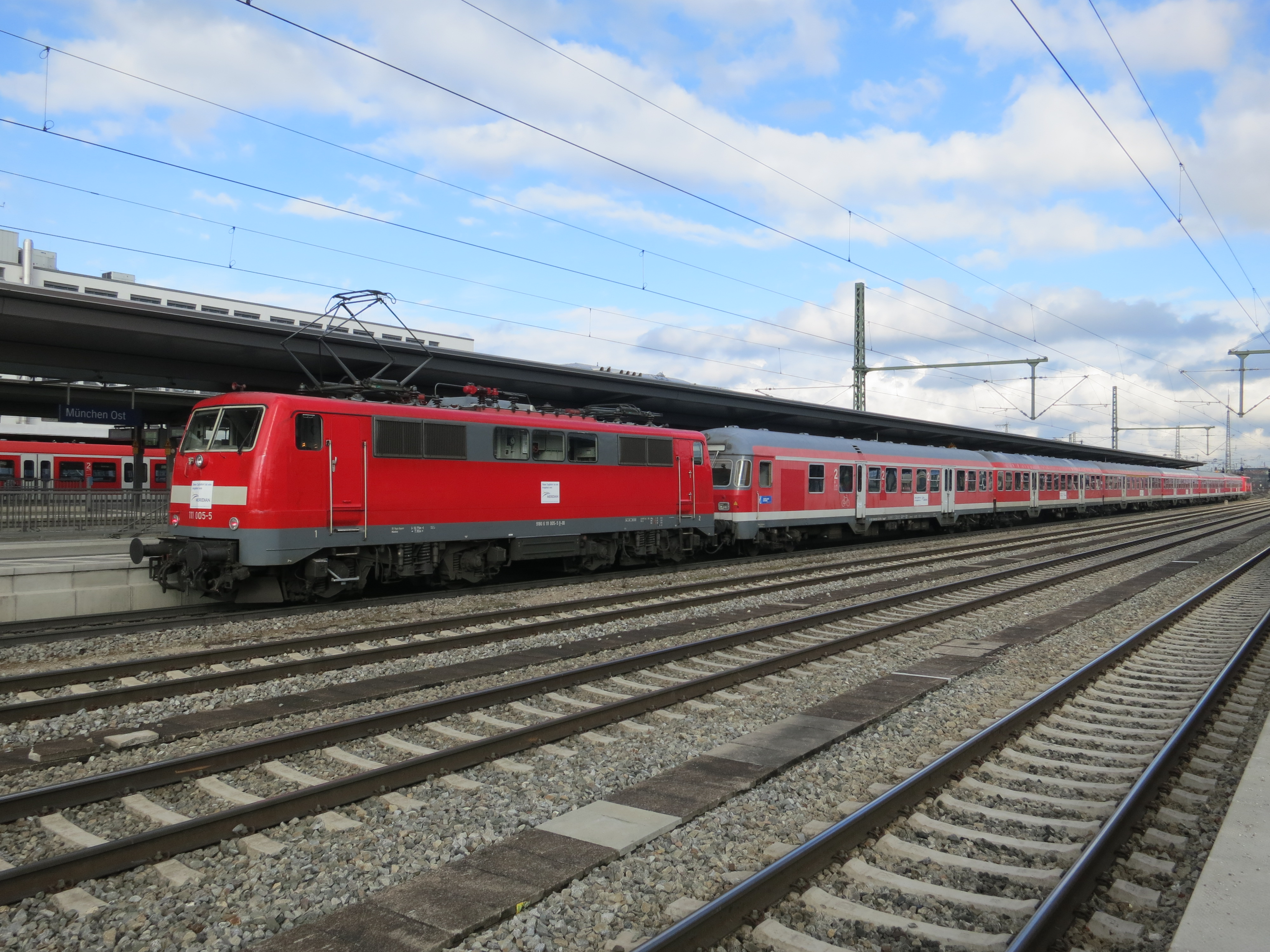
DB 111 sorozatú villamos mozdony szerelvényével. A szerelvényt a DB Regio-tól volt bérelve
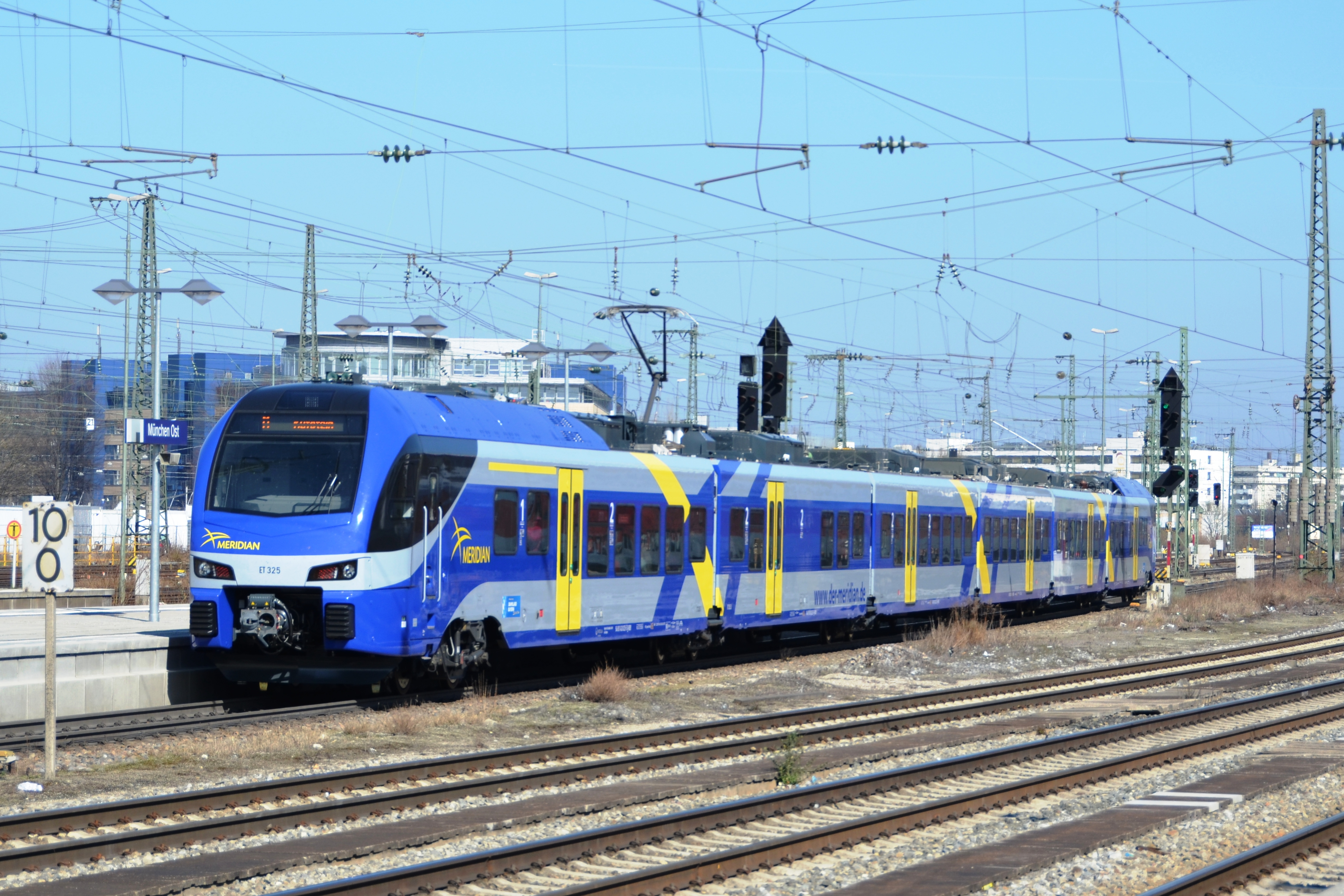
Meridian szerelvény
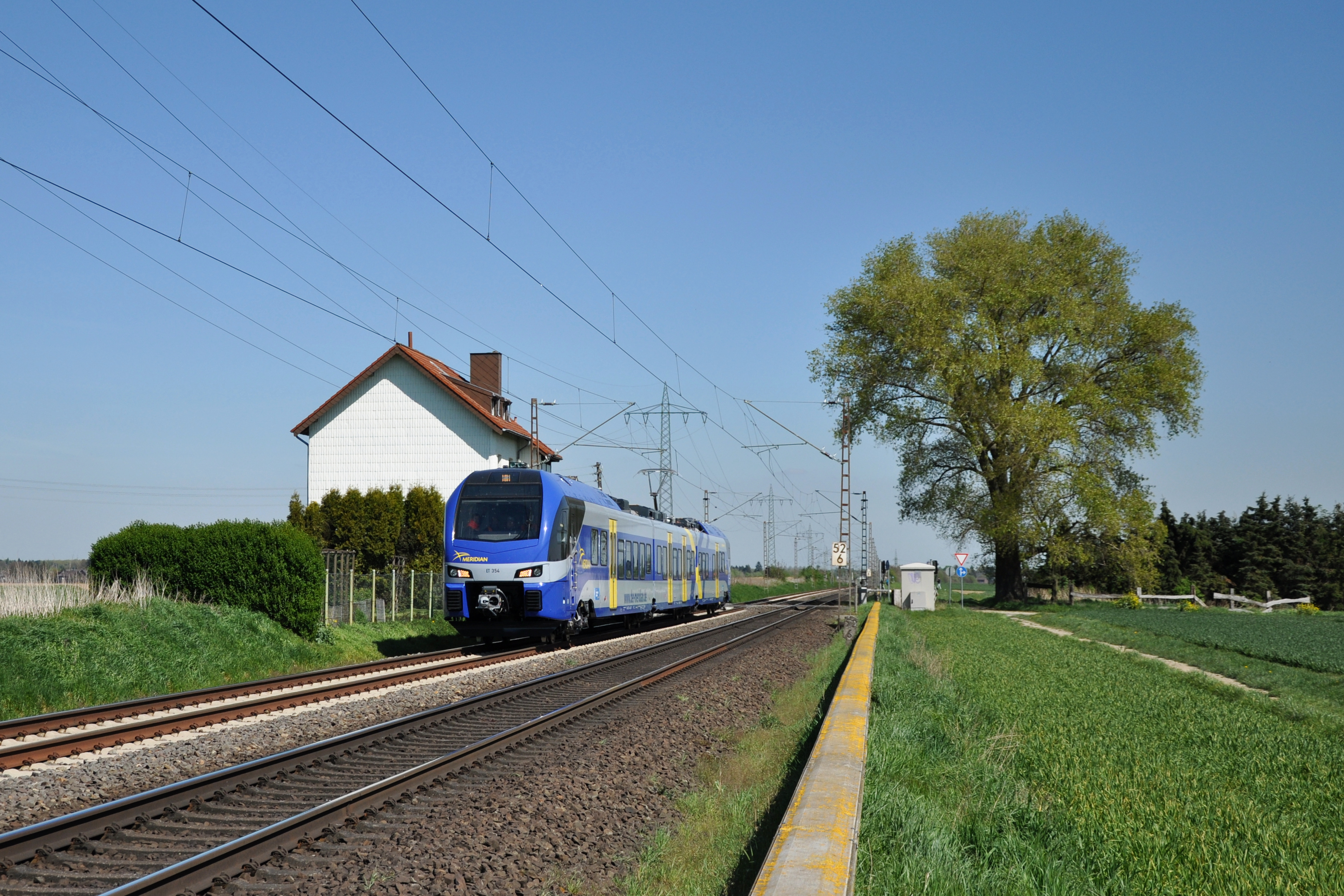
Egy Flirt 3 az Aachen–Mönchengladbach-vasútvonalon
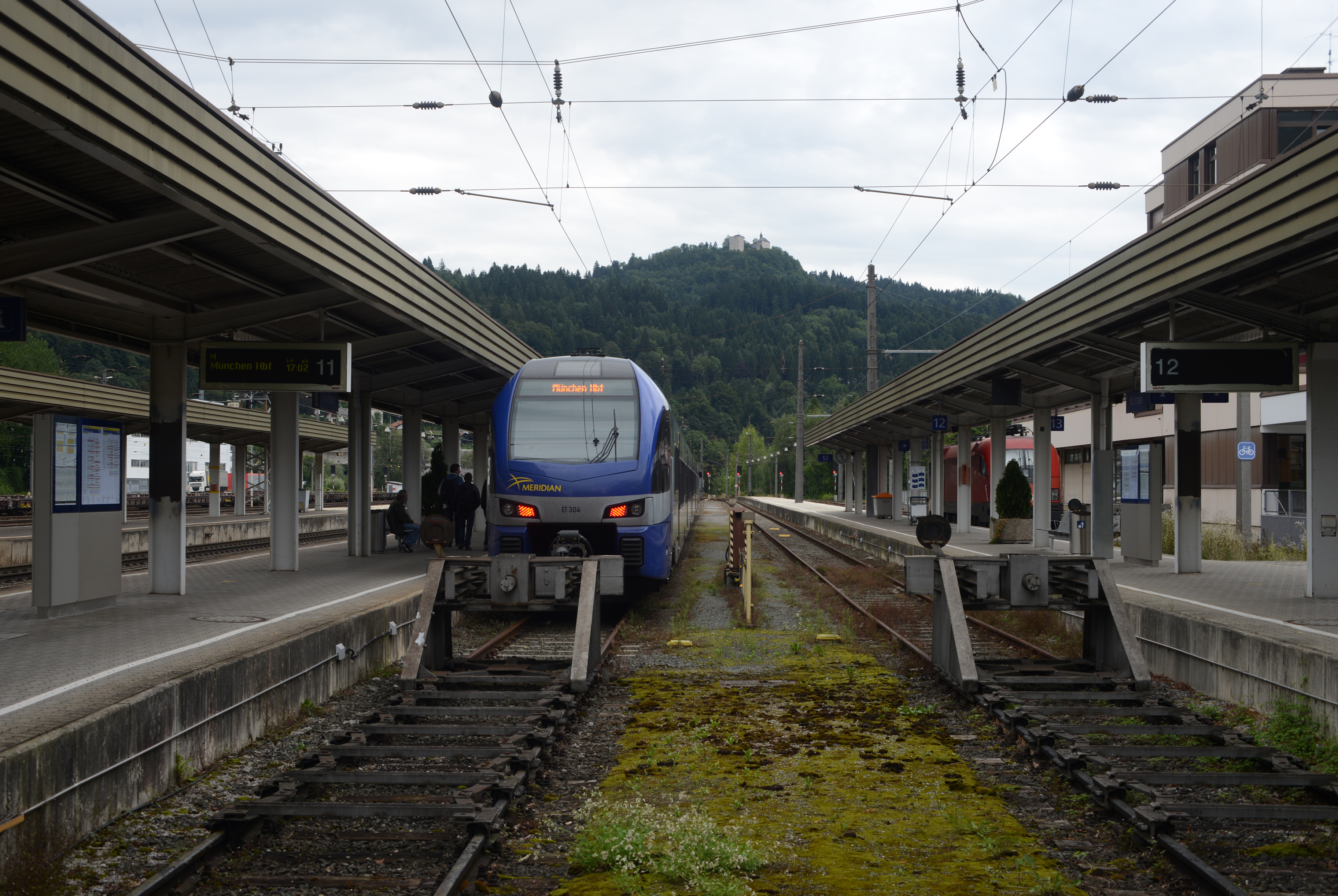
Meridian szerelvény Ausztriában Bahnhof Kufstein állomáson
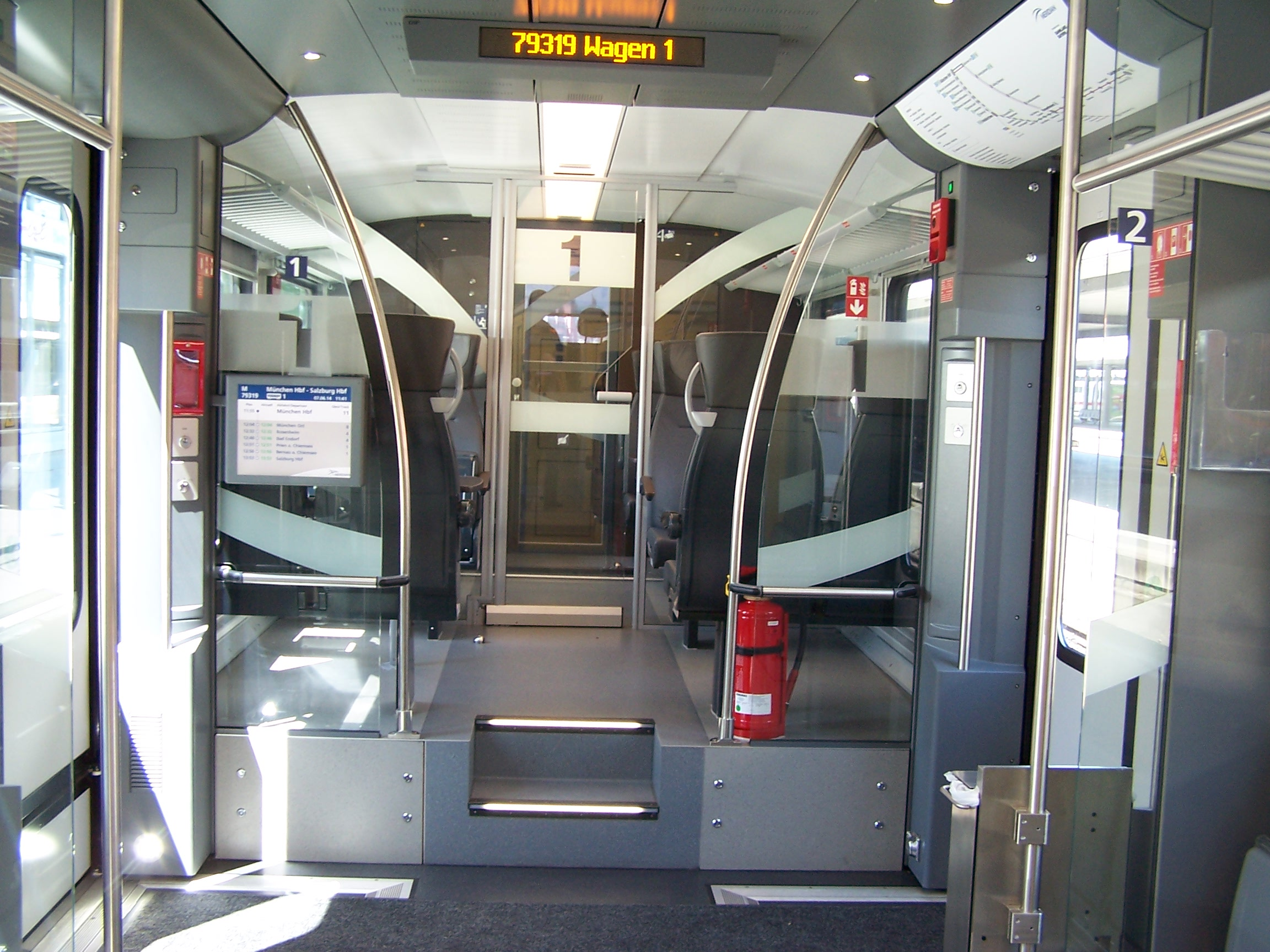
Első osztályú utastér
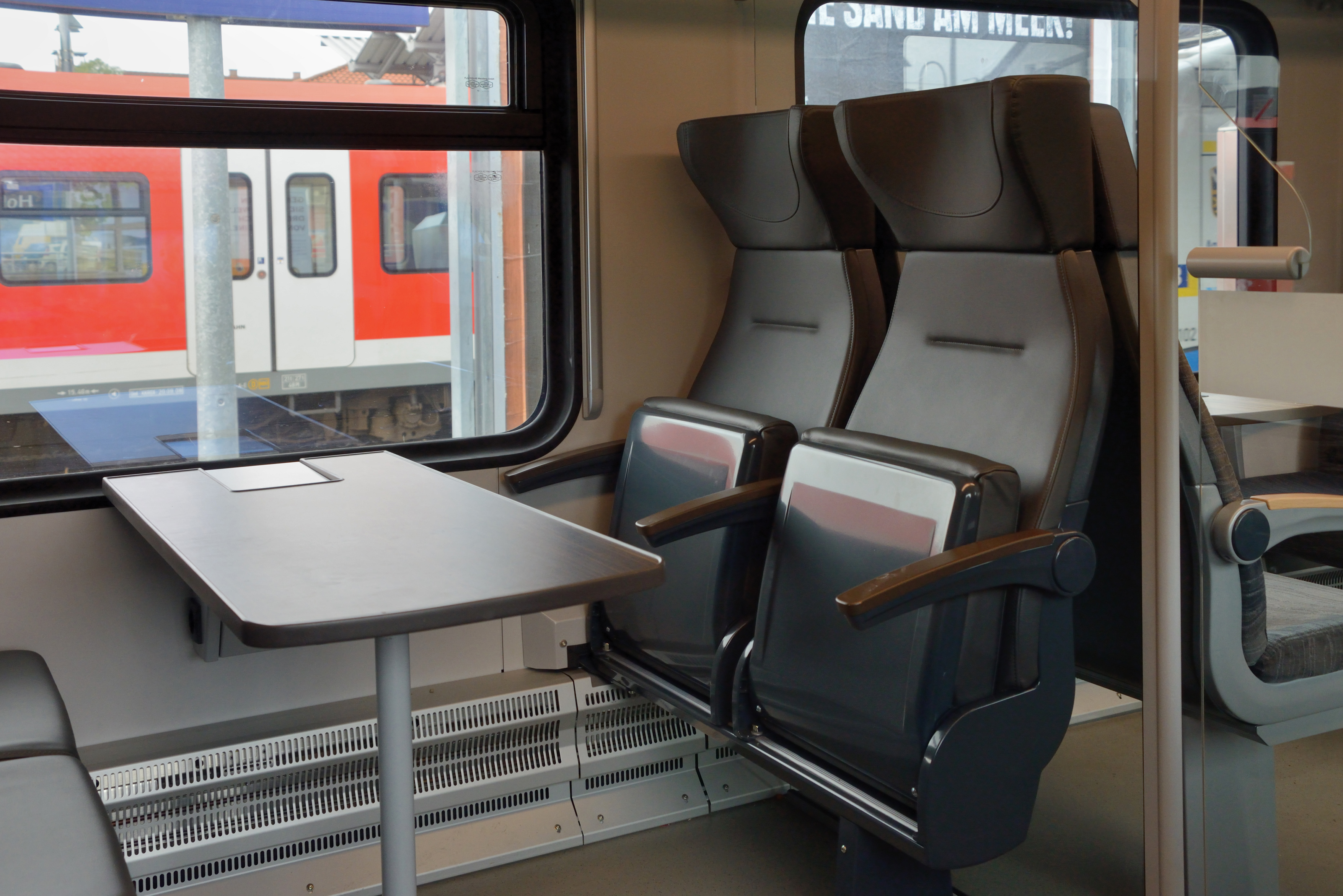
Első osztályú utastér
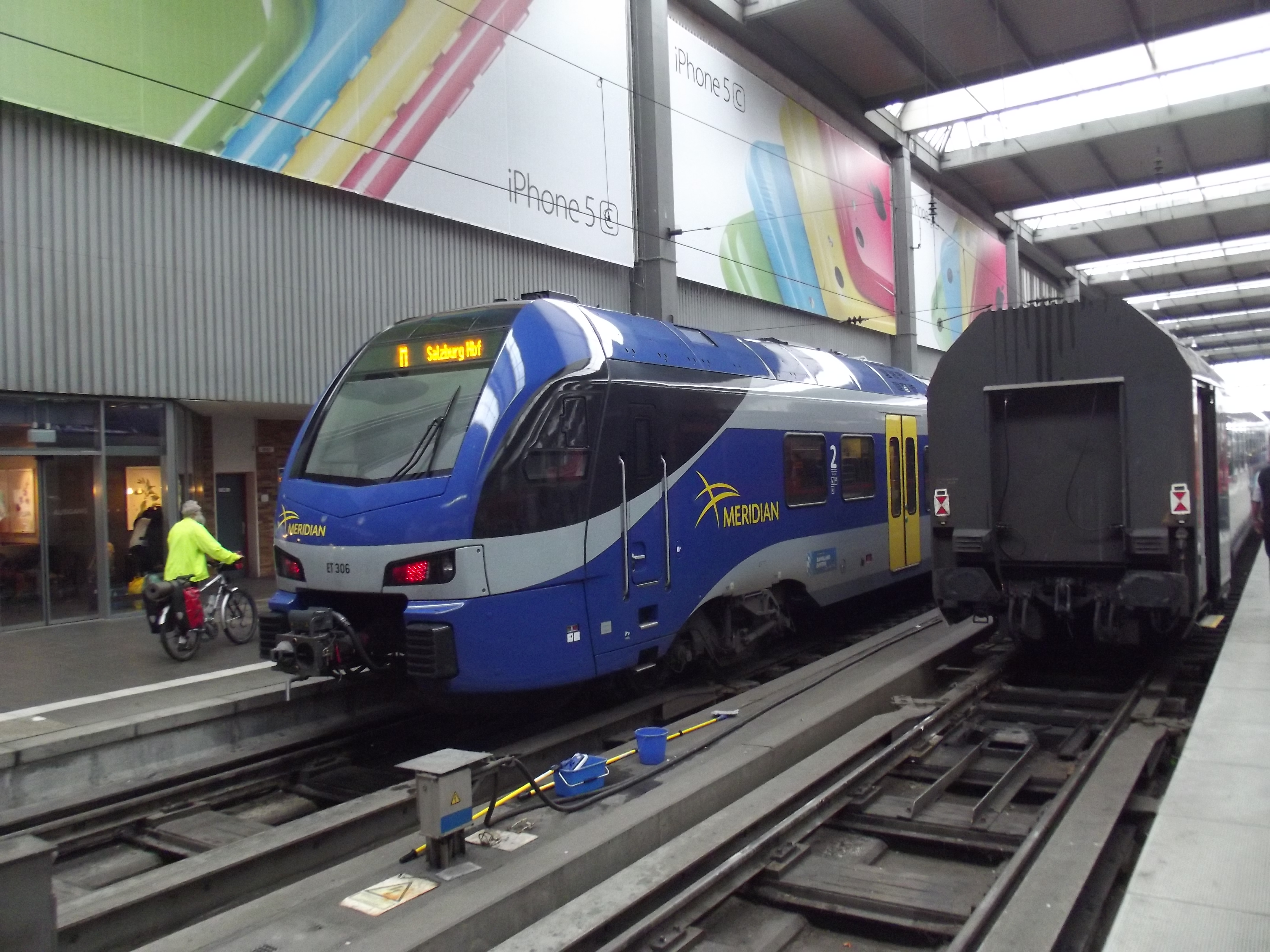
Egy Meridian szerelvény München Hauptbahnhof állomáson